# Chrysolina rotundata
Chrysolina rotundata es un coleóptero de la familia Chrysomelidae.
Fue descrita científicamente en 2002 por Lopatin.